# Lijst van voetbalinterlands Antigua en Barbuda - Trinidad en Tobago
Deze lijst van voetbalinterlands is een overzicht van alle officiële voetbalwedstrijden tussen de nationale teams van Antigua en Barbuda en Trinidad en Tobago. De landen speelden tot op heden dertien keer tegen elkaar. De eerste ontmoeting was een kwalificatiewedstrijd voor het Wereldkampioenschap voetbal 1974 op 10 november 1972 in Port of Spain. Dit was direct ook de eerste interland van Antigua en Barbuda. Het laatste duel, een kwalificatiewedstrijd voor de Caribbean Cup 2014, vond plaats in Couva op 12 oktober 2014.

## Wedstrijden
| №  | Plaats        | Datum             | Competitie                          | Wedstrijd                           | Uitslag |
| -- | ------------- | ----------------- | ----------------------------------- | ----------------------------------- | ------- |
| 1  | Port of Spain | 10 november 1972  | WK 1974 kwalificatie                | Trinidad en T. − Antigua en Barbuda | 11 − 1  |
| 2  | Saint John's  | 19 november 1972  | WK 1974 kwalificatie                | Antigua en Barbuda − Trinidad en T. | 1 − 2   |
| 3  | Cayenne       | 27 mei 1983       | CFU Championship 1983               | Trinidad en T. − Antigua en Barbuda | 2 − 1   |
| 4  | Port of Spain | 21 juni 1992      | Caribbean Cup 1992                  | Trinidad en T. − Antigua en Barbuda | 7 − 0   |
| 5  | Port of Spain | 22 juli 1998      | Caribbean Cup 1998                  | Antigua en Barbuda − Trinidad en T. | 2 − 3   |
| 6  | Port of Spain | 26 maart 2003     | CONCACAF Gold Cup 2003 kwalificatie | Trinidad en T. − Antigua en Barbuda | 2 − 0   |
| 7  | Saint John's  | 12 januari 2005   | Vriendschappelijk                   | Antigua en Barbuda − Trinidad en T. | 2 − 1   |
| 8  | Macoya        | 5 november 2008   | Caribbean Cup 2008 kwalificatie     | Trinidad en T. − Antigua en Barbuda | 3 − 2   |
| 9  | Macoya        | 21 juli 2010      | Vriendschappelijk                   | Trinidad en T. − Antigua en Barbuda | 4 − 1   |
| 10 | Saint John's  | 19 september 2010 | Vriendschappelijk                   | Antigua en Barbuda − Trinidad en T. | 0 − 1   |
| 11 | Saint John's  | 29 februari 2012  | Vriendschappelijk                   | Antigua en Barbuda − Trinidad en T. | 0 − 4   |
| 12 | Saint John's  | 9 december 2012   | Caribbean Cup 2012                  | Antigua en Barbuda − Trinidad en T. | 2 − 0   |
| 13 | Couva         | 12 oktober 2014   | Caribbean Cup 2014 kwalificatie     | Trinidad en T. − Antigua en Barbuda | 1 − 0   |

## Samenvatting
| Competitie                     | Totaal gespeeld | Winst Antig. en Barb. | Gelijk | Winst Trinidad en T. | Doelsaldo Antig. en Barb. – Trinidad en T. |
| ------------------------------ | --------------- | --------------------- | ------ | -------------------- | ------------------------------------------ |
| WK-kwalificatie                | 2               | 0                     | 0      | 2                    | 2 − 13                                     |
| CFU Championship               | 1               | 0                     | 0      | 1                    | 1 − 2                                      |
| CONCACAF Gold Cup-kwalificatie | 1               | 0                     | 0      | 1                    | 0 − 2                                      |
| Caribbean Cup                  | 3               | 1                     | 0      | 2                    | 4 − 10                                     |
| Caribbean Cup-kwalificatie     | 2               | 0                     | 0      | 2                    | 2 − 4                                      |
| Vriendschappelijk              | 4               | 1                     | 0      | 3                    | 3 − 10                                     |
| Totaal                         | 13              | 2                     | 0      | 11                   | 12 − 41                                    |